# Лапъюга
Лапъюга — река в России, течет по территории Ижемского района Республики Коми. Устье реки находится в 16 км по левому берегу протоки Лапъюга-Шар на высоте 18 м над уровнем моря. Длина реки составляет 32 км.

## Бассейн
Объекты перечислены по порядку от устья к истоку.
- Ягуувис (пр)
- Будуёль (лв)
- 11 км: Понъю (лв)
  - Пальник-Ю (пр)
  - Егор-Ваньёль (пр)
- Агей-Васьёль (лв)
- Сэй-Юраёль (лв)
- 32 км: Веськыд-Ю (лв)
  - 10 км: Егор-Ваньёль (пр)
- 32 км: Катыдъю (пр)
  - 4 км: Воргаёль (лв)
    - Асыввож (пр)
    - Лунвож (пр)

## Данные водного реестра
По данным государственного водного реестра России относится к Двинско-Печорскому бассейновому округу, водохозяйственный участок реки — Печора от впадения реки Уса до водомерного поста Усть-Цильма, речной подбассейн реки — бассейны притоков Печоры ниже впадения Усы. Речной бассейн реки — Печора.
Код объекта в государственном водном реестре — 03050300112103000075212.